# Matthäuskirche (Köln-Lindenthal)

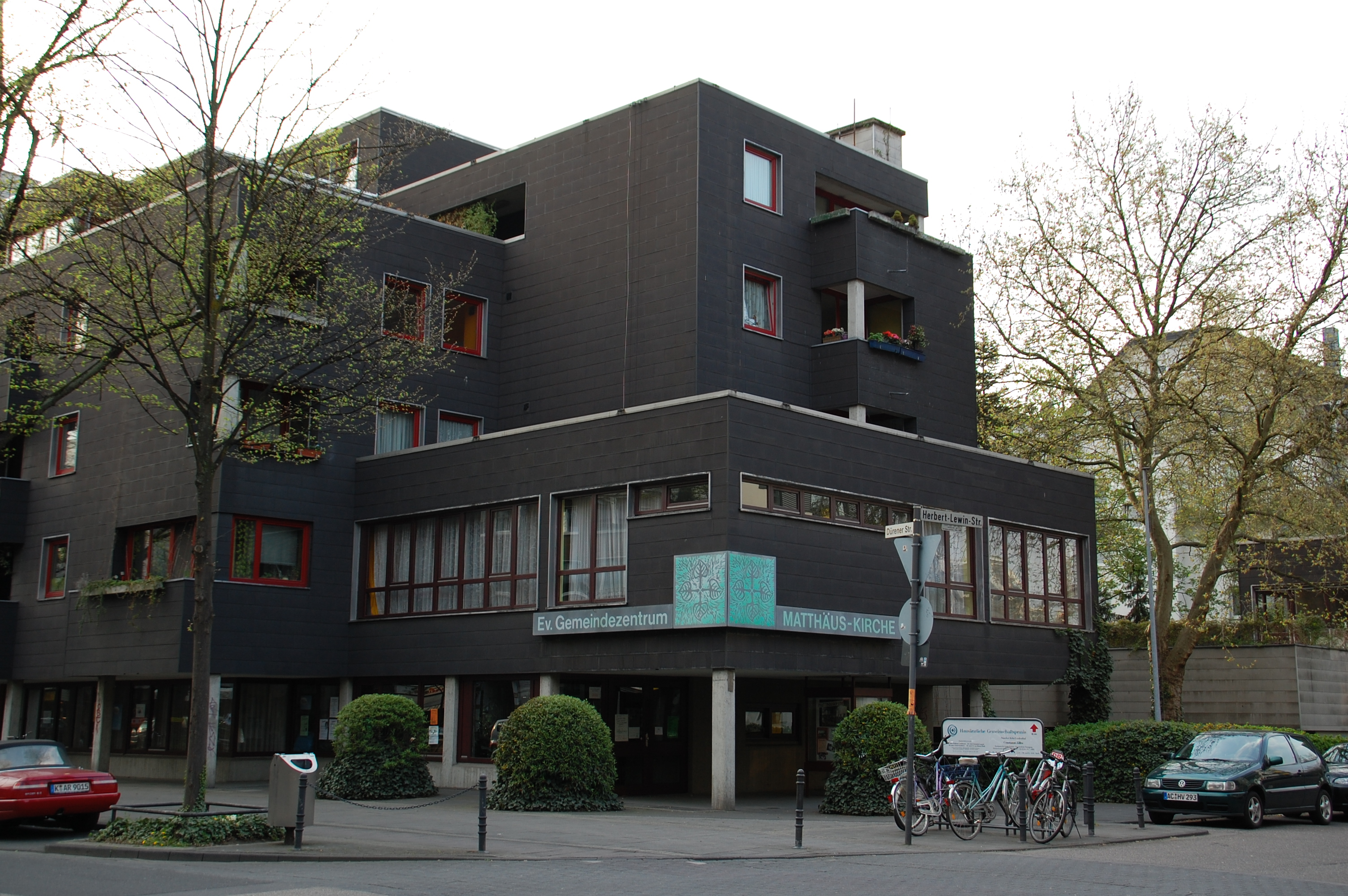
Matthäuskirche

Die Matthäuskirche ist ein von 1975 bis 1977 erbautes evangelisches Gemeindezentrum mit Kirche im Kölner Stadtteil Lindenthal. Sie ist heute neben der Paul-Gerhardt-Kirche und der Dietrich-Bonhoeffer-Kirche eine von drei Kirchen der Gemeinde Lindenthal im Kirchenkreis Köln-Mitte der Evangelischen Kirche im Rheinland. Benannt ist die Kirche nach dem Evangelisten Matthäus.

## Geschichte
Die Matthäuskirche wurde geplant, nachdem 1964 die evangelische Gemeinde des Teils von Lindenthal nördlich der Dürener Straße im Rahmen einer Neuorganisation der Gemeinden wieder zurück an Lindenthal gegeben wurde. 1950 war der Bezirk an die Braunsfelder Gemeinde abgegeben worden. Als Bauplatz wurde ein dreieckiges Grundstück an der Herbert-Lewin-Straße ausgewählt, das die Braunsfelder Gemeinde zuvor gekauft hatte. Dieser lag vor allem für die Gläubigen günstig, die weiter östlich von der Paul-Gerhardt-Kirche lebten. 1965 entschied sich die Kirchengemeindeleitung (Presbyterium) für den Bau eines Gemeindehauses mit Betsaal, 1966 wurde ein Kirchbauverein zur Unterstützung des Baus gegründet und 1970 schrieb das Presbyterium einen Architektenwettbewerb um den Bau der Kirche aus. Diesen gewannen die beiden Architekten Peter Busmann und Godfrid Haberer (Busmann + Haberer), die mit dem Bau der Kirche betraut wurden.
Der Grundstein für den Neubau wurde am 29. August 1975 gelegt, die Einweihung des Gemeindezentrums fand am 24. April 1977 statt. 1980 wurde eine von Willi Peter gebaute Orgel in den Betsaal eingebaut und 1994 ein neu von Werner Mally geschaffener Taufstein eingeweiht.

## Architektur
Die Matthäuskirche und das Gemeindezentrum befinden sich auf einem Grundstück mit dreieckigem Grundriss an der Straßenecke Dürener Straße und Herbert-Lewin-Straße in Lindenthal. Es handelt sich um einen modern gestalteten Komplex aus drei Baukörpern aus einzelnen Kuben, die gegeneinander versetzt sind und damit ein lockeres Erscheinungsbild bekommen. Sie sind ohne Abgrenzung in die Fluchten der beiden Straßen eingebaut. Die Hauptgebäude des Gemeindezentrums werden aus zwei mit schwarzen Eternitplatten verkleideten vier- bis fünfgeschossigen Baublöcken mit Flachdach gebildet, dazwischen spannt sich ein zwei Geschosse hoher und ebenfalls flachgedeckter und mit schwarzen Kunstschindeln verkleideter Doppelblock, der das Bethaus und den Gemeindesaal enthält. Die beiden Räume befinden sich etwa ein halbes Geschoss unter dem Straßenniveau.

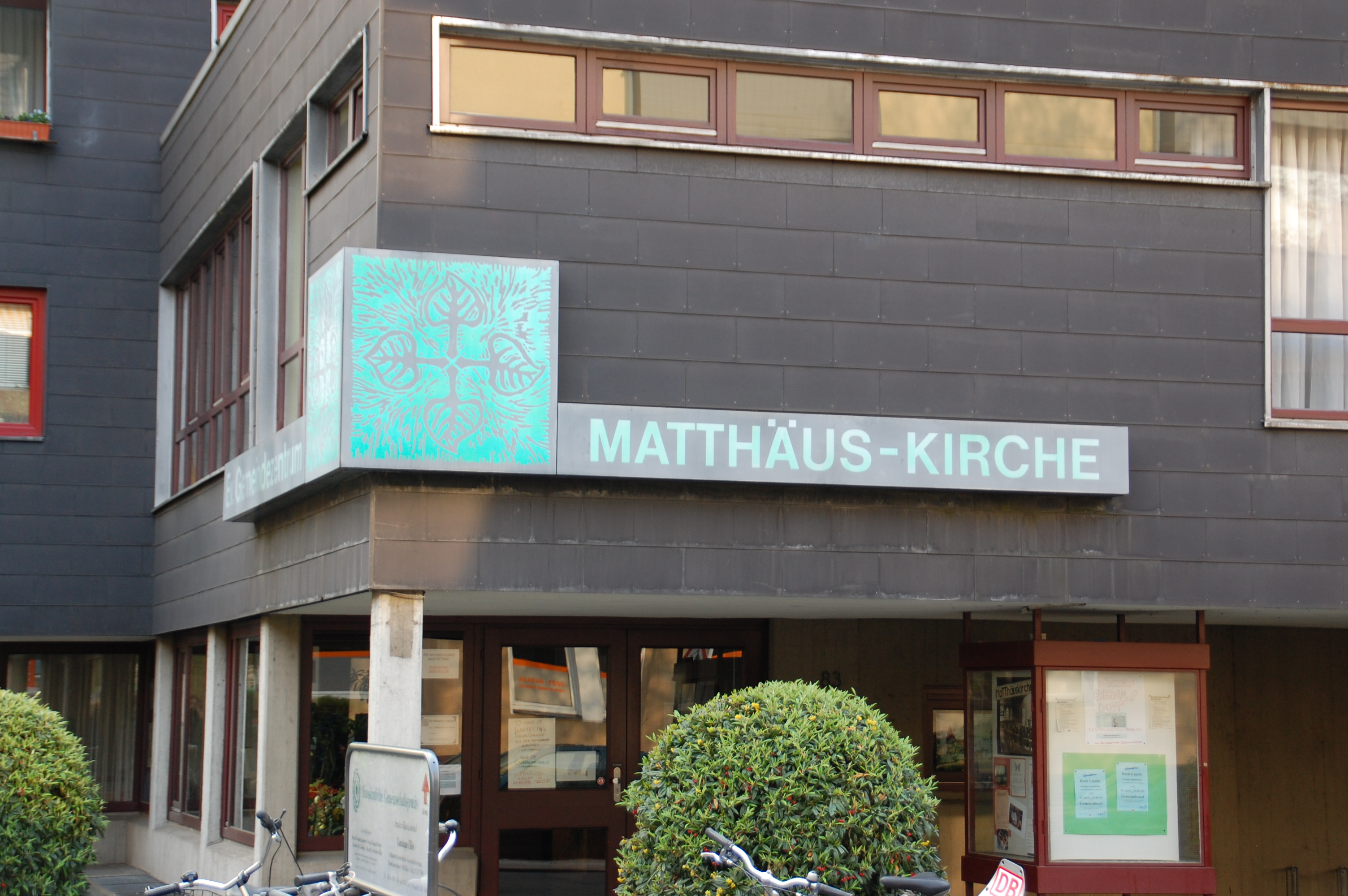
Zugangsbereich

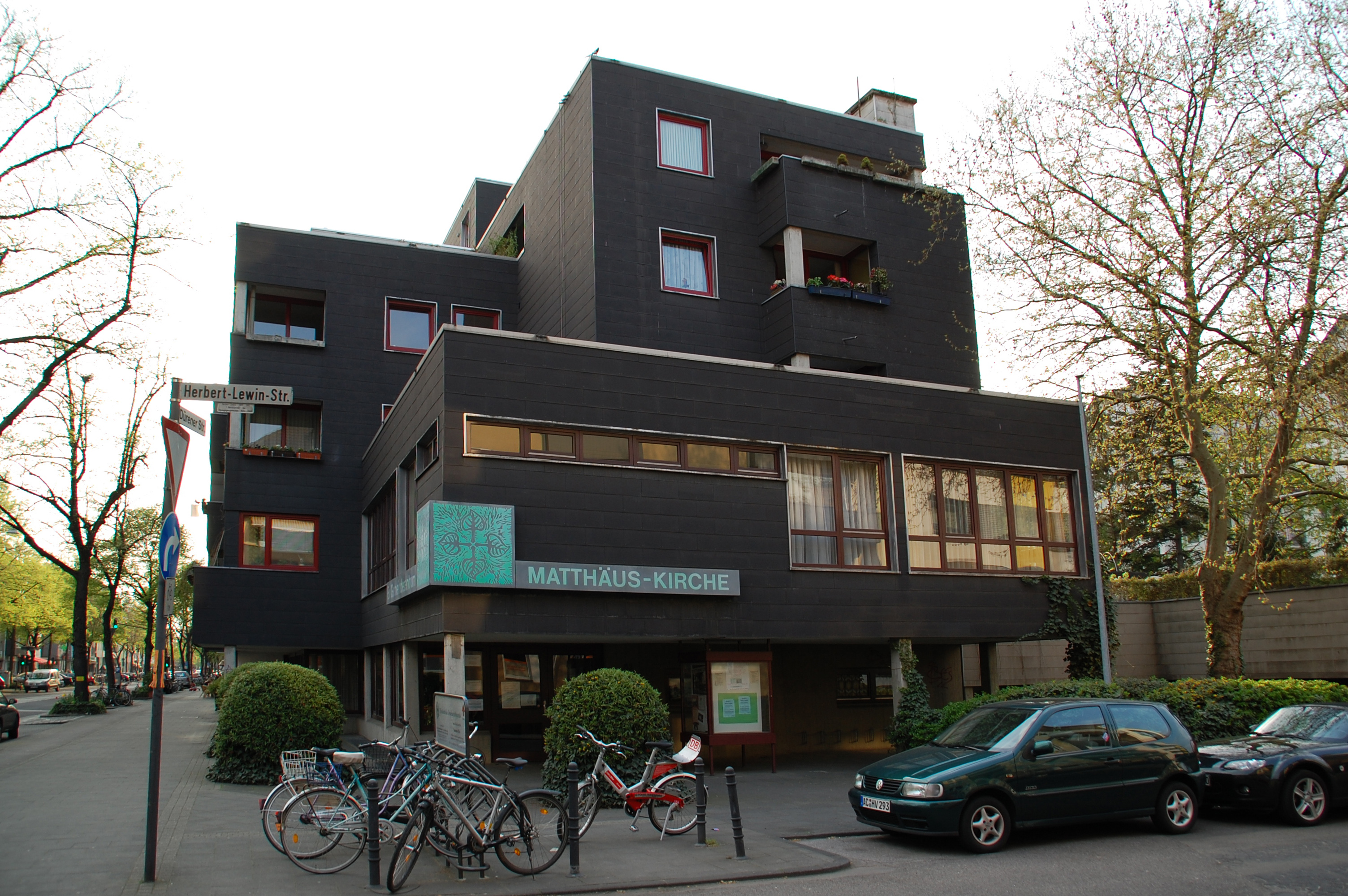
Matthäuskirche von der Herbert-Lewin-Straße

Den Zugang bildet ein großes Vestibül im Erdgeschoss und der Eingang zum Betsaal befindet sich an der vollständig durchfensterten Längsseite im Osten, die von einem Pfeiler durchbrochen ist, der das obere Geschoss abstützt. Die beiden Stirnwände mit Fenstern und der Pfeiler sowie der diagonal über den Saal führende Querbinder sind aus Sichtbeton gegossen. Im Inneren wird die Sicht durch die Diagonalen auf die weiße Kalksandsteinwand gegenüber dem Eingang gelenkt, an der mit zwei Sichtbetonpfeilern ein Kompartiment gebildet wurde, in dem mittig der Altar steht. Der Altar wird über eine hölzerne und halbrunde Estrade vom Boden angehoben und durch einen hohen Lichtschacht mit indirektem Tageslicht beleuchtet, den die Holzdecke des Raumes durch eine Aussparung vor der Altarwand frei lässt. Hinter dem Altar hängt ein Kruzifix, zudem befinden sich im Bereich des Altars die in Granit gestaltete, gewundene Taufsäule sowie ein Ambo. Das Gestühl ist halbkreisartig angeordnet und orientiert sich an der halbrunden Altarestrade. Der Gemeindesaal ist vom Betsaal durch eine Faltwand abgetrennt, sodass die beiden Räume zu einem größeren Saal verbunden werden können.

## Belege
1. 1 2 3  Manfred Becker-Huberti, Günter A. Menne (Hrsg.): Kölner Kirchen. Die Kirchen der katholischen und evangelischen Gemeinden in Köln. 1. Auflage, Köln 2004, ISBN 3-7616-1731-3, S. 57.
2. 1 2 3 4  Günther A. Menne, Christoph Nötzel (Hrsg.): Evangelische Kirchen in Köln und Umgebung. J.P. Bachem Verlag, Köln 2007, ISBN 3-7616-1944-8, S. 98–99.